# Bruinkopkraai
De bruinkopkraai (Corvus fuscicapillus) is een zangvogel uit de familie van de kraaien. Het is een endemische vogel in Nieuw-Guinea.

## Kenmerken
De bruinkopkraai is 48 cm lang. Het is een overwegend zwarte kraai met als opvallend kenmerk een grote snavel waarvan de bovensnavel sterk gebogen is. De kop is bruinachtig en de iris is blauw. Bij het mannetje is de snavel zwart, bij het vrouwtje vuilgeel met zwarte punt. Ook onvolwassen vogels hebben een geelachtige snavel en zijn bleker, bruinachtig gekleurd.

## Verspreiding en leefgebied
De bruinkopkraai komt voor op een paar plaatsen in Papoea en West-Papoea zowel op het hoofdeiland Nieuw-Guinea als op de Aroe-eilanden en Waigeo. Het is een vogel van mangrove en regenwoud in laagland tot hoogstens 500 m boven de zeespiegel. Het zijn vruchteneters die in paren of in kleine groepen zwevend boven het bos op zoek zijn naar voedsel.

## Status
De grootte van de populatie is niet gekwantificeerd maar de soort wordt omschreven als zeldzaam maar plaatselijk soms algemeen zoals op het eiland Waigeo. Op de Rode lijst van de IUCN heeft deze soort de status niet bedreigd.